# Klaus Matischak
Klaus Matischak (Bottrop, 24 de octubre de 1938) es un exfutbolista alemán que jugaba en la demarcación de delantero.

## Biografía
Debutó como futbolista con el Karlsruher SC en 1958 de la mano del entrenador Adolf Patek. Permaneció en el club durante dos años, fichando en 1960 por el FK Pirmasens. Con el equipo de Pirmasens llegó a jugar las semifinales de la 1960 contra su exequipo. Tras un corto paso por el Viktoria Colonia, fichó por el FC Schalke 04, convirtiéndose en el cuarto máximo goleador de la temporada 1963-64. Tras ser traspasado al Werder Bremen, se retiró como futbolista en 1967.

## Clubes
| Club             | País                | Año       | Partidos | Goles |
| ---------------- | ------------------- | --------- | -------- | ----- |
| Karlsruher SC    | Alemania Occidental | 1958-1960 | 22       | 13    |
| FK Pirmasens     | Alemania Occidental | 1960-1962 | 49       | 47    |
| Viktoria Colonia | Alemania Occidental | 1962-1963 | 27       | 19    |
| FC Schalke 04    | Alemania Occidental | 1963-1964 | 26       | 21    |
| Werder Bremen    | Alemania Occidental | 1964-1967 | 49       | 22    |

## Palmarés

### Campeonatos nacionales
| Título     | Club          | País     | Año  |
| ---------- | ------------- | -------- | ---- |
| Oberliga   | Karlsruher SC | Alemania | 1960 |
| Bundesliga | Werder Bremen | Alemania | 1965 |